# Astruc (patronyme)
Pour les articles homonymes, voir Astruc.
Cette page présente le nom de famille Astruc ainsi que ses variantes.
Astruc est un patronyme (et autrefois un prénom) occitan et judéo-occitan.

## Occurrence
C'est un nom relativement rare dans les pays francophones. Environ 3 800 personnes le portent en France, c'est le 1 571e nom en termes de fréquence[réf. nécessaire].
En France, il était fréquent principalement dans le Comtat Venaissin au Moyen Âge. Au début du XXe siècle, on le rencontre surtout dans l'Hérault et à l'entour (particulièrement en Lozère). C'est encore vrai dans les années 1990 bien qu'il soit devenu relativement moins fréquent en Lozère.
Il est toujours présent en Espagne, quoique très rare (35 habitants en 2009 selon l'INE).

## Étymologie
Astruc est issu du latin astrucus « chanceux », « heureux », littéralement « né sous un bon astre », « sous une bonne étoile ». On rencontrait également les formes Bonastruc / Bon Astruc (cf. Bonastruc Abigedor) ou Benastruc, représentant l'occitan benastruc, littéralement « bienheureux », ainsi que Sen Astruc et Malastruc (Mal-Astrug attesté vers 1040).
Astrucus procède d’une forme latine Astericus, dérivé d’Asterius emprunté au grec Αστερις, 'Αστέρια, que l'on peut lire sur des tombes chrétiennes et juives de l'antiquité. Selon Dukes, c'est une traduction de l'hébreu. Il est peut-être à l'origine du nom Sitruk, ainsi qu'aux noms Struc, Astrucviel et Strucviel.

## Variantes
D'autres formes apparentées sont mentionnées par la Jewish Encyclopedia : Astruch, Astruz, Astrugue, Astrugon, Astorio, Astruccio.